# فوکر اس.۴
فوکر اس.۴ (انگلیسی: Fokker S.IV) یک هواپیمای ساخت فوکر است .